# Grewia microcyclea
Grewia microcyclea är en malvaväxtart som först beskrevs av Karl Ewald Maximilian Burret, och fick sitt nu gällande namn av René Paul Raymond Capuron och Mabberley. Grewia microcyclea ingår i släktet Grewia och familjen malvaväxter. Utöver nominatformen finns också underarten G. m. albida.